# جبل مطان
جبل مِطان عبارة عن جبل بركاني خامد يقع غرب السعودية، ويقع تحديداً في حرة رهاط الواقعة بين منطقتي المدينة المنورة ومكة المكرمة. يبلغ ارتفاع الجبل نحو 1367 م.